# Kharkhoda (Uttar Pradesh)
Kharkhoda – miasto w północnych Indiach w stanie Uttar Pradesh, na Nizinie Hindustańskiej.
Populacja miasta w 2001 roku wynosiła 12 435 mieszkańców.